# Johan Halvorsen
Johan August Halvorsen (Drammen, 15 maart 1864 – Oslo, 4 december 1935) was een Noors componist en dirigent.

## Levensloop
Met 9-jarige leeftijd kreeg hij al vioolles. De directeur van de plaatselijke Guard Music Corps Christian Jehnigen heeft hem dan als lid en medespeler voor het harmonieorkest gewonnen en de kleine Johan speelde de piccolofluit. Jehnigen was ook zijn leraar voor viool. Later ging Halvorsen dan naar Oslo. In 1881 werd hij lid van het Muziekcorps van de tweede Brigade met als dirigent Paolo Sperati en eveneens werd hij lid van het Möllergaten Theater orkest.
Vanaf 1883 ging hij naar Stockholm, Zweden en begon met de muziekstudie aan de Muziek Akademie. Zijn leraren daar waren Johan Lindberg voor viool en Conrad Nordqvist voor harmonieleer. Gedurende de studies in Stockholm was hij ook concertmeester bij het Royal Dramatic Theatre orchestra aldaar. In 1885 werd hij concertmeester van het Bergen Harmonic Society orchestra, Noorwegen. Maar reeds na een jaar ging hij naar Leipzig, Duitsland, om zijn vioolstudie weer op te nemen bij Adolph Brodsky en hij werd eveneens concertmeester van het conservatoriumorkest te Leipzig.
In 1887 heeft hij Leipzig verlaten en ging hij naar Aberdeen, Schotland. Ook daar deed hij studies, en van daaruit 1890 ging hij verder naar Helsinki, Finland, waar hij drie jaar docent was aan de Muziekinstituut, maar in die tijd eveneens als concertsolist optrad. Meerdere malen was hij als solist ook in Sint-Petersburg, Rusland. Voorts studeerde hij nog bij Leopold Auer.
In 1892 ging hij naar Bergen in Noorwegen en werd daar dirigent van het orkest van het Den Nationale Scene en ook dirigent van het Bergen Harmonic Society orchestra. Misschien is daardoor de grondslag gelegd voor de wissel naar Oslo in 1899. Daar bleef hij voor de rest van zijn leven en was en productief dirigent van het Nationaltheatret en eveneens dirigent van het symfonieorkest en vanzelfsprekend ook een succesvol componist.
Als componist schreef hij opera's, werken voor orkest, symfonieën, soloconcerten en ook kamermuziek. 

## Composities

### Werken voor orkest
- 1893 Bojarernes Indtogsmarsch (ook voor harmonieorkest)
- 1896 Norske Danser nr. 1 og 2 (Norwegian Dances No. 1 and 2) voor viool en orkest
- 1896 Air norvégien (også for fiolin og piano)
- 1896 Vasantasena suite voor orkest
- 1898 Festmarsch (Festival March)
- 1898 Lied van Veslemøy voor viool en orkest
- 1899 Norsk Festouverture for orkester - Norwegian Festival Overture, opus 16
- 1903 Andante Religioso voor viool en orkest
- 1905 Fossegrimen-suite (Dramatisk suite nr. 4), opus 21
- 1909 Vioolconcert, opus 28
- 1910 Norway's greeting to Theodore Roosevelt, opus 31
- 1911 Suite Ancienne a la memoire de Ludvig Holberg, opus 31
- 1913 Bergensiana Rococo Varations on an Old Melody from Bergen Jeg tog min nystemte Cithar i Hænde - (I Took Up My Newly Tuned Zither)
- 1901/1913 Norwegische Weise – Lied des alten Fischers (Norwegian Song - "Old Fisherman's Song"), opus 31, voor viool en strijkorkest
- 1912/1914 Bryllupsmarsch (Wedding March) voor viool en orkest
- 1919-1920 Rhapsodie norvégienne nr. 1 in A-gr.t. voor groot orkest
  1. Springar
  2. I went so lately to my bed
  3. Halling - Springar
- 1919-1920 Rhapsodie norvégienne nr. 2 in G-gr.t. voor groot orkest
  1. Dance tune from Åmot
  2. Han Ole
  3. Springar
- 1923 Symfonie nr. 1 c-kl.t.
  1. Allegro non troppo
  2. Andante
  3. Scherzo
  4. Finale, Rondo
- 1924 Symfonie nr. 2 "Fatum" in d-kl.t.
- 1925 Norwegian Fairy Tale Pictures - (Norske Eventyrbilleder), opus 37
  1. The Princess Riding on the Bear
  2. Entry of the Trolls into the Blue Mountain
  3. Dance of the Little Trolls
- 1929 Symfonie nr. 3 in C-gr.t.
  1. Poco Andante
  2. Andante
  3. Allegro impetuoso
- 1929-1930 Norske Danser nr. 3–6 (Norwegian Dances No. 3-6) voor viool en orkest
- Bjørnstjerne Bjørnson in Memoriam opus 30
- Dance Scene from "Queen Tamara" voor orkest
- Elegi voor strijkorkest
- Festival March
- Forspill til den hvite Ring
- Gurre Dramatische suite voor orkest, opus 17 
  1. Introduction & Serenade
  2. Første mødre - First encounter
  3. Sommernattsbryllup - Summer nights wedding
  4. Aftenlandskap - Eveningscene
  5. Ve, Kong Volmer! - Woe, King Volmer!
- In memoriam
- Intrada
- Mascarade Suite
- Nächtlicher Zug opus 29 Nr. 2, voor strijkorkest
- Nordraakiana suite voor orkest 
  1. Purpose
  2. I have searchedVeslemöy's Song for violin and orchestra
  3. Taylor's song
  4. Valse caprice
  5. Olav Tryggvason
- Norsk Kjempedans
- Norwegian Air opus 7, voor viool en orkest
- Rabnabryllaup uit Kraakjalund voor strijkorkest
- Serenade for orkester opus 33
- Suite fra "Askeladden"
  1. Introduction
  2. Springdans
  3. Woodland mood
  4. Langeleiklaat
  5. Lullaby for a princess
  6. Wedding march
  7. Halling
- Suite uit "Fossegrimen" voor hardanger-fidel, viool, zanger en orkest
- Sverdliljen
- Kongen dramatische suite voor orkest, opus 19
- The Merchant in Venice suite voor orkest
  1. Antonio en Basanio
  2. Intermezzo
  3. Evening music in Portia's garden
  4. Portia
  5. Launcelot and old Gobbo
- The old Fisherman
- The Water Sprite
- Tordenskjold dramatische suite voor orkest, opus 18
  1. Tordenskjold goes into action
  2. Funeral March

### Werken voor harmonieorkest
- 1882/1883 Hallingdal Bataljon's Marsj
- 1896 Bojarenes inntogsmarsj
- Gatemarsj
- Norwegian Sea Picture
- Salutation to the Royal Couple of Norway

### Cantates
- 1904 Varde cantate opus 11, voor mannenkoor en orkest
- 1906 Kroningscantate opus 27, voor sopraansolo, baritonsolo, gemengd koor, orkest, harp en orgel - tekst: Sigvald Skavland

### Muziektheater

#### Toneelmuziek
- 1900 Gurre
- 1904 Fossegrimen, opus 21
- 1924 Reisen til julestjernen - tekst: Sverre Brandt - première: 10 november 1924, Oslo, Nationaltheatret
- 1926 De koopman van Venetië-suite

### Werken voor koor en vocale werken met orkest
- Alrune opus 20 no. 1 voor solosopraan, vrouwenkoor en kamerorkest
- Bergensiana voor gemengd koor
- Sangen om iver Huitfeldt Danebrogsangen fra Tordenskiold

### Werken voor piano
- Kleine danssuite opus 22

### Kamermuziek
- 1890 Suite for violin and piano in g-kl.t.
  1. Maestoso
  2. Melodie
  3. Scherzo
  4. Finale
  5. Elegie (Andante)
- 1890 Zes karakterstukken voor viool en piano
- 1897 Elegie voor viool
- 1897 Passacaglia and Sarabande in g-minor on the Theme by Georg Friedrich Händel voor viool en altviool
- 1898 Suite Mosaique voor viool en piano
  1. Intermezzo orientale
  2. Entr'acte
  3. Scherzino; "Spurven" (The Sparrow)
  4. Chant de Veslemøy (Veslemøy's Song)
  5. Fete nuptial rustique (An old-fashioned Wedding)